# Aeroportul Henderson Executive
Aeroportul Henderson Executive (IATA: HSH, ICAO: KHND, FAA LID: HND) este un aeroport din Nevada, Statele Unite ale Americii ce deservește zona Las Vegas. Aeroportul a fost tranzitat în 2019 de 71.296 de pasageri.
Situat la o altitudine de 760 m, aeroportul dispune de 2 piste.

## Infrastructură

### Piste
Aeroportul dispune de 2 piste. Pista 17L/35R are suprafața de asfalt și dimensiunile 5.001 picioare × 75 picioare. Pista 17R/35L are suprafața de asfalt și dimensiunile 6.501 picioare × 100 picioare. 